# Блекберн (Оклахома)
Блекберн (англ. Blackburn) — місто (англ. town) в США, в окрузі Поні штату Оклахома. Населення — 70 осіб (2020).

## Географія
Блекберн розташований за координатами 36°22′24″ пн. ш. 96°35′48″ зх. д. / 36.37333° пн. ш. 96.59667° зх. д. (36.373312, -96.596551).  За даними Бюро перепису населення США в 2010 році місто мало площу 0,84 км², з яких 0,76 км² — суходіл та 0,07 км² — водойми.

## Демографія
Згідно з переписом 2010 року, у місті мешкало 108 осіб у 37 домогосподарствах у складі 29 родин. Густота населення становила 129 осіб/км².  Було 53 помешкання (63/км²).
Расовий склад населення:
| - 68,5 % — білих - 13,9 % — корінних американців - 3,7 % — осіб інших рас |

До двох чи більше рас належало 13,9 %. Частка іспаномовних становила 5,6 % від усіх жителів.
За віковим діапазоном населення розподілялося таким чином: 29,6 % — особи молодші 18 років, 56,5 % — особи у віці 18—64 років, 13,9 % — особи у віці 65 років та старші. Медіана віку мешканця становила 32,0 року. На 100 осіб жіночої статі у місті припадало 107,7 чоловіків;  на 100 жінок у віці від 18 років та старших — 105,4 чоловіків також старших 18 років.
За межею бідності перебувало 10,5 % осіб, у тому числі 18,2 % дітей у віці до 18 років та 0,0 % осіб у віці 65 років та старших.
Цивільне працевлаштоване населення становило 30 осіб. Основні галузі зайнятості: виробництво — 26,7 %, оптова торгівля — 16,7 %, транспорт — 10,0 %, роздрібна торгівля — 10,0 %.